# Viviane Forest
Viviane Forest (nacida el 14 de mayo de 1979) es una medallista paralímpica multideportiva canadiense.

## Biografía
Nació y creció en Quebec, y actualmente reside en Edmonton, Alberta.  

## Carrera deportiva
Forest formaba parte del equipo de golbol de Canadá ganador de la medalla de oro en los juegos paralímpicos de Sídney y Atenas. 
Ganó una medalla de plata en los Juegos Paralímpicos de Invierno de 2010 en Vancouver por eslalon (discapacitados visuales), con un tiempo de 2: 01.45, 0.89 segundos detrás de la ganadora, Sabine Gasteiger de Austria.
Obtuvo la medalla de bronce en los Juegos Paralímpicos de Invierno de 2010 por eslalon gigante en la rama femenina para deportistas con discapacidad visual.
Ganó la medalla de oro en los Juegos Paralímpicos de Invierno de 2010 en Whistler Creekside para mujeres con discapacidad visual en descenso. Esto la convirtió en la primera para-atleta en ganar oro en los Juegos de Invierno y Verano.
Su guía de esquí es Lindsay Debou. Sus patrocinadores personales son The Weather Network y Fischer.

## Resultados
Más allá de los Juegos Paralímpicos, sus resultados incluyen: 
Campeonato Mundial IPC 2009-Alta 1 Corea 
- Medallista de oro - Supercombinada
- Medallista de plata - Descenso
- Medallista de plata - Eslalon gigante
- Medallista de plata - Eslalon
- Medallista de plata- SG

2009 World Cup Finals-Whistler, BC 
- Medallista de oro: Eslalon gigante
- Medallista de oro - Descenso
- Medallista de plata- Super combinado
- Medallista de plata - Super G